# Mohn (Heraldik)
Der Mohn ist in der Heraldik eine gemeine Figur und kann mit anderen Figuren im Schild sein.
Zwei Formen werden im Wappen aufgenommen. Die eine Form ist der Fruchtstand Mohnkapsel. Diese wird nie geöffnet dargestellt, aber sie kann alle heraldischen Farben und Metalle im Schild oder Feld zeigen. Die Mohnkapsel ist überwiegend gestielt. Eine Ähnlichkeit mit dem Granatapfel ist gegeben, aber dieser hat einen beblätterten Stiel und zeigt sein Inneres.
Die zweite Form ist die Darstellung als Blütenpflanze mit beblättertem Stiel und häufig mit einer roten Blüte. Die abstrakte Blumendarstellung ist wenig ausgebildet und oft hilft zur Erkennung nur die Wappenbeschreibung. Alle Farben der Heraldik sind möglich.
Im Wappen Mazedoniens sind zu beiden Seiten Kapseln im Kranz, der das Wappenschild umgibt. Dass die Wappenfigur schon länger Verwendung (16. Oktober 1813) findet, zeigt der Hinweis auf das Marktwappen von Unterthingau im bayrischen Ministerial-Rescript vom 16. Oktober 1813.
Ein Symbol ist der Mohn in Polen. Hier gilt er als Nationalpflanze. Weiterhin wird der Mohn als Symbol der Erde, des Schlafens und des Vergessens in der menschlichen Kultur angenommen.
Der Mohn wird auch als redendes Wappen von Familien mit dem Namen Mohn oder Mon genutzt.

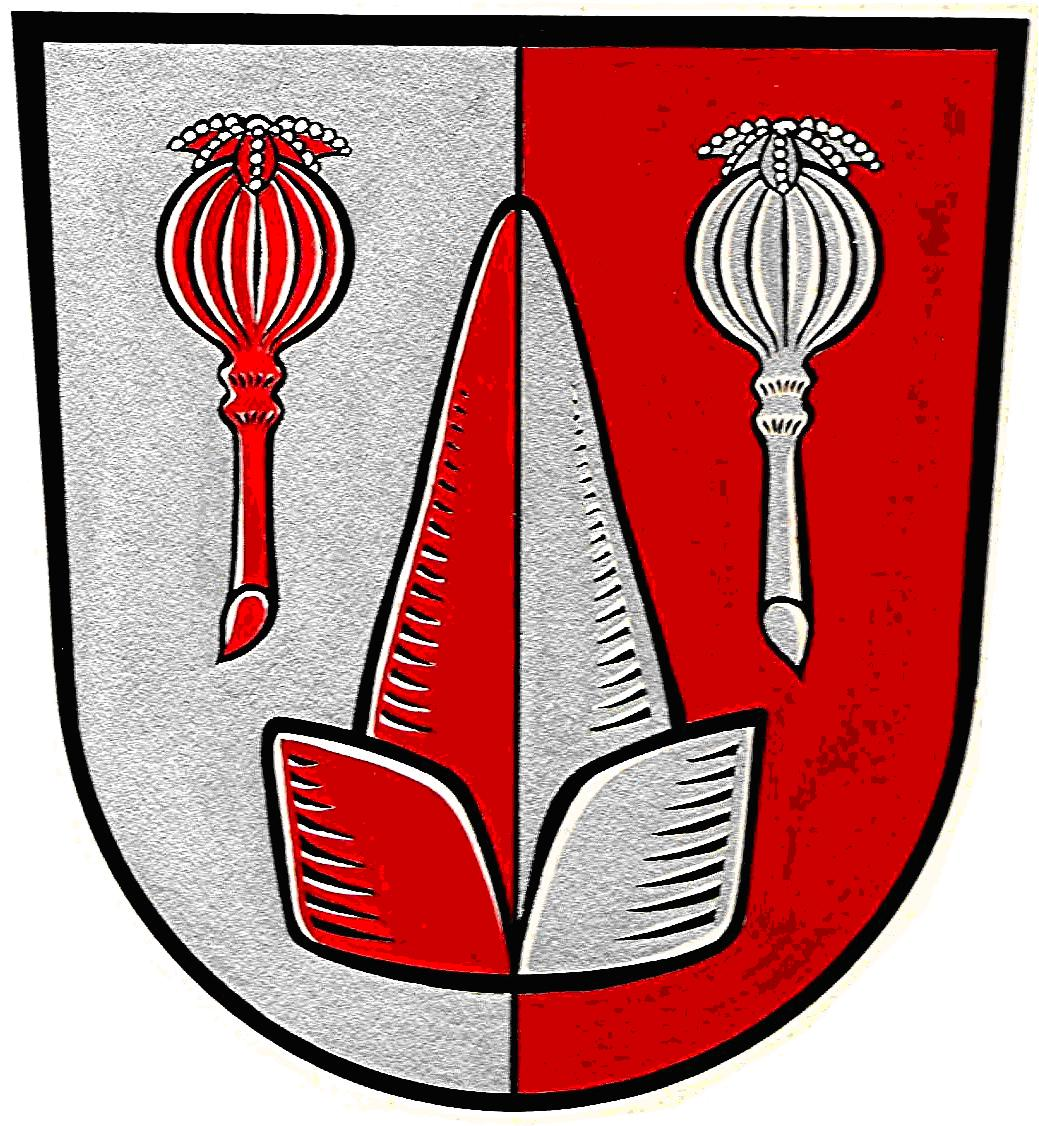
Zinzenzell
Mohnkapsel im Wappen von Mägenwil
Unterthingau

Siehe auch: Münzmeisterzeichen „Mohnkopf“ des Freiberger Münzmeisters Nicolaus Monhaupt (1449–1456) auf einem meißnisch-sächsischen Groschen.